# Sporting CP B
Sporting Clube de Portugal B – drugi zespół portugalskiego klubu piłkarskiego Sporting CP grający w drugiej lidze portugalskiej, mający siedzibę w mieście Lizbona.

## Stadion
Domowe mecze klub rozgrywa na stadionie o nazwie Complexo Desportivo de Rio Maior w Lizbonie, który może pomieścić 8500 widzów.

## Skład na sezon 2018/2019
| Nr | Poz. | Piłkarz            |
| -- | ---- | ------------------ |
| 27 | PO   | Ryan Gauld         |
| 30 | PO   | Bruno Paulista     |
| 32 | OB   | Tomas Rukas        |
| 37 | PO   | Kikas              |
| 38 | NA   | Cristian Ponde     |
| 43 | PO   | Filipe Chaby       |
| 49 | PO   | Francisco Geraldes |
| 50 | OB   | Mama Baldé         |
| 51 | OB   | Rúben Ribeiro      |
| 56 | NA   | Daniel Podence     |
| 57 | OB   | Domingos Duarte    |
| 58 | OB   | Mauro Riquicho     |
| 59 | BR   | Guilherme Oliveira |

| Nr | Poz. | Piłkarz            |
| -- | ---- | ------------------ |
| 61 | NA   | Luís Elói          |
| 63 | OB   | Seejou King        |
| 64 | OB   | Ivanildo Fernandes |
| 65 | PO   | Fabinho            |
| 71 | PO   | Fabrice Fokobo     |
| 73 | NA   | Matheus Pereira    |
| 78 | OB   | Jorge Silva        |
| 80 | PO   | Rafael Barbosa     |
| 87 | NA   | Betinho            |
| 88 | BR   | Vladimir Stojković |
| 90 | PO   | Zézinho            |
| 93 | NA   | Ousmane Dramé      |
| 95 | OB   | Mica Pinto         |